# Bunchosia bonplandiana
Bunchosia bonplandiana är en tvåhjärtbladig växtart som beskrevs av Adrien Henri Laurent de Jussieu. Bunchosia bonplandiana ingår i släktet Bunchosia och familjen Malpighiaceae. Inga underarter finns listade i Catalogue of Life.